# ساروس خورشیدی ۱۵۰
ساروس ۱۵۰ دوره‌ای زمانی با چرخه‌ای حدود ۱۸ سال و ۱۱ روز و ۸ ساعت (تقریباً ۶۵۸۵ و یک سوم روز) است که شامل ۷۱ خورشیدگرفتگی می‌شود.

## خورشیدگرفتگی
| ساروس | عضو | تاریخ                       | زمان (بزرگ‌ترین) ساعت هماهنگ جهانی | نوع    | مکان طول و عرض جغرافیایی | گاما    | قدر    | گُستره (km) | مدت زمان (دقیقه: ثانیه) | منبع |
| ----- | --- | --------------------------- | --------------------------------- | ------ | ------------------------ | ------- | ------ | ---------- | ----------------------- | ---- |
| ۱۵۰   | ۱   | ۲۴ اوت ۱۷۲۹                 | ۱۳:۴۸:۳۱                          | جزئی   | 61.7S 95.2W              | -1.543  | 0.0067 |            |                         |      |
| ۱۵۰   | ۲   | ۴ سپتامبر ۱۷۴۷              | ۲۱:۰۷:۵۷                          | جزئی   | 61.4S 146.1E             | -1.488  | 0.1086 |            |                         |      |
| ۱۵۰   | ۳   | ۱۵ سپتامبر ۱۷۶۵             | ۴:۳۲:۳۴                           | جزئی   | 61.1S 26.2E              | -1.4378 | 0.2009 |            |                         |      |
| ۱۵۰   | ۴   | ۲۶ سپتامبر ۱۷۸۳             | ۱۲:۰۴:۱۷                          | جزئی   | 61.1S 95.4W              | -1.3935 | 0.2814 |            |                         |      |
| ۱۵۰   | ۵   | ۷ اکتبر ۱۸۰۱                | ۱۹:۴۲:۳۴                          | جزئی   | 61.2S 141.3E             | -1.3552 | 0.3505 |            |                         |      |
| ۱۵۰   | ۶   | ۱۹ اکتبر ۱۸۱۹               | ۳:۲۷:۱۷                           | جزئی   | 61.5S 16.4E              | -1.3226 | 0.4085 |            |                         |      |
| ۱۵۰   | ۷   | ۲۹ اکتبر ۱۸۳۷               | ۱۱:۱۹:۲۴                          | جزئی   | 61.9S 110.5W             | -1.2967 | 0.4542 |            |                         |      |
| ۱۵۰   | ۸   | ۹ نوامبر ۱۸۵۵               | ۱۹:۱۷:۵۱                          | جزئی   | 62.5S 121E               | -1.2767 | 0.4892 |            |                         |      |
| ۱۵۰   | ۹   | ۲۰ نوامبر ۱۸۷۳              | ۳:۲۲:۵۲                           | جزئی   | 63.2S 9.5W               | -1.2625 | 0.5138 |            |                         |      |
| ۱۵۰   | ۱۰  | ۱ دسامبر ۱۸۹۱               | ۱۱:۳۱:۰۸                          | جزئی   | 64.1S 140.9W             | -1.2515 | 0.5326 |            |                         |      |
| ۱۵۰   | ۱۱  | خورشیدگرفتگی ۱۲ دسامبر ۱۹۰۹ | ۱۹:۴۴:۴۸                          | جزئی   | 65S 86E                  | -1.2456 | 0.5424 |            |                         |      |
| ۱۵۰   | ۱۲  | خورشیدگرفتگی ۲۴ دسامبر ۱۹۲۷ | ۳:۵۹:۴۱                           | جزئی   | 66.1S 47.7W              | -1.2416 | 0.549  |            |                         |      |
| ۱۵۰   | ۱۳  | خورشیدگرفتگی ۳ ژانویه ۱۹۴۶  | ۱۲:۱۶:۱۱                          | جزئی   | 67.1S 177.6E             | -1.2392 | 0.5529 |            |                         |      |
| ۱۵۰   | ۱۴  | خورشیدگرفتگی ۱۴ ژانویه ۱۹۶۴ | ۲۰:۳۰:۰۸                          | جزئی   | 68.2S 43.1E              | -1.2354 | 0.5591 |            |                         |      |
| ۱۵۰   | ۱۵  | خورشیدگرفتگی ۲۵ ژانویه ۱۹۸۲ | ۴:۴۲:۵۳                           | جزئی   | 69.3S 91.7W              | -1.2311 | 0.5663 |            |                         |      |
| ۱۵۰   | ۱۶  | خورشیدگرفتگی ۵ فوریه ۲۰۰۰   | ۱۲:۵۰:۲۷                          | جزئی   | 70.2S 134.1E             | -1.2233 | 0.5795 |            |                         |      |
| ۱۵۰   | ۱۷  | خورشیدگرفتگی ۱۵ فوریه ۲۰۱۸  | ۲۰:۵۲:۳۳                          | جزئی   | 71S 0.6E                 | -1.2116 | 0.5991 |            |                         |      |
| ۱۵۰   | ۱۸  | خورشیدگرفتگی ۲۷ فوریه ۲۰۳۶  | ۴:۴۶:۴۹                           | جزئی   | 71.6S 131.4W             | -1.1942 | 0.6286 |            |                         |      |
| ۱۵۰   | ۱۹  | خورشیدگرفتگی ۹ مارس ۲۰۵۴    | ۱۲:۳۳:۴۰                          | جزئی   | 72S 97.9E                | -1.1711 | 0.6678 |            |                         |      |
| ۱۵۰   | ۲۰  | خورشیدگرفتگی ۱۹ مارس ۲۰۷۲   | ۲۰:۱۰:۳۱                          | جزئی   | 72.2S 30.4W              | -1.1405 | 0.7199 |            |                         |      |
| ۱۵۰   | ۲۱  | خورشیدگرفتگی ۳۱ مارس ۲۰۹۰   | ۳:۳۸:۰۸                           | جزئی   | 72.1S 156.3W             | -1.1028 | 0.7843 |            |                         |      |
| ۱۵۰   | ۲۲  | ۱۱ آوریل ۲۱۰۸               | ۱۰:۵۵:۳۷                          | جزئی   | 71.7S 80.5E              | -1.0573 | 0.862  |            |                         |      |
| ۱۵۰   | ۲۳  | ۲۲ آوریل ۲۱۲۶               | ۱۸:۰۴:۲۲                          | حلقه‌ای | 71.1S 40W                | 1.0051  | 0.9514 | -          | -                       |      |
| ۱۵۰   | ۲۴  | ۳ مه ۲۱۴۴                   | ۱:۰۲:۰۶                           | حلقه‌ای | 53.6S 175.9W             | -۰٫۹۴۴۱ | ۰٫۹۳۶۳ | ۷۲۷        | ۶ دقیقه و ۹ ثانیه       |      |
| ۱۵۰   | ۲۵  | ۱۴ مه ۲۱۶۲                  | ۷:۵۲:۴۶                           | حلقه‌ای | 42.3S 72.8E              | -۰٫۸۷۷۵ | ۰٫۹۳۹۶ | ۴۶۸        | ۶ دقیقه و ۳۷ ثانیه      |      |
| ۱۵۰   | ۲۶  | ۲۴ مه ۲۱۸۰                  | ۱۴:۳۴:۲۸                          | حلقه‌ای | 32.6S 32.9W              | -۰٫۸۰۳۵ | ۰٫۹۴۲۲ | ۳۵۹        | ۶ دقیقه و ۵۹ ثانیه      |      |
| ۱۵۰   | ۲۷  | ۴ ژوئن ۲۱۹۸                 | ۲۱:۱۱:۳۵                          | حلقه‌ای | 24.2S 135.7W             | -۰٫۷۲۶  | ۰٫۹۴۴۲ | ۲۹۹        | ۷ دقیقه و ۱۳ ثانیه      |      |
| ۱۵۰   | ۲۸  | ۱۶ ژوئن ۲۲۱۶                | ۳:۴۱:۰۴                           | حلقه‌ای | 16.7S 124.6E             | -۰٫۶۴۲  | ۰٫۹۴۵۸ | ۲۶۰        | ۷ دقیقه و ۲۰ ثانیه      |      |
| ۱۵۰   | ۲۹  | ۲۷ ژوئن ۲۲۳۴                | ۱۰:۰۹:۳۴                          | حلقه‌ای | 10.3S 26.1E              | -۰٫۵۵۷۲ | ۰٫۹۴۶۸ | ۲۳۵        | ۷ دقیقه و ۱۸ ثانیه      |      |
| ۱۵۰   | ۳۰  | ۷ ژوئیه ۲۲۵۲                | ۱۶:۳۴:۱۲                          | حلقه‌ای | 4.9S 70.6W               | -۰٫۴۶۸۶ | ۰٫۹۴۷۳ | ۲۱۸        | ۷ دقیقه و ۱۰ ثانیه      |      |
| ۱۵۰   | ۳۱  | ۱۸ ژوئیه ۲۲۷۰               | ۲۲:۵۹:۵۴                          | حلقه‌ای | 0.7S 166.9W              | -۰٫۳۸۱۱ | ۰٫۹۴۷۴ | ۲۰۸        | ۶ دقیقه و ۵۷ ثانیه      |      |
| ۱۵۰   | ۳۲  | ۲۹ ژوئیه ۲۲۸۸               | ۵:۲۵:۲۳                           | حلقه‌ای | 2.5N 97.4E               | -۰٫۲۹۳  | ۰٫۹۴۶۹ | ۲۰۳        | ۶ دقیقه و ۴۶ ثانیه      |      |
| ۱۵۰   | ۳۳  | ۱۰ اوت ۲۳۰۶                 | ۱۱:۵۵:۱۰                          | حلقه‌ای | 4.6N 1E                  | -۰٫۲۰۸۳ | ۰٫۹۴۶۱ | ۲۰۲        | ۶ دقیقه و ۳۷ ثانیه      |      |
| ۱۵۰   | ۳۴  | ۲۰ اوت ۲۳۲۴                 | ۱۸:۲۸:۲۲                          | حلقه‌ای | 5.7N 96W                 | -۰٫۱۲۶۱ | ۰٫۹۴۴۹ | ۲۰۵        | ۶ دقیقه و ۳۳ ثانیه      |      |
| ۱۵۰   | ۳۵  | ۱ سپتامبر ۲۳۴۲              | ۱:۰۶:۵۵                           | حلقه‌ای | 6.1N 165.7E              | -۰٫۰۴۸  | ۰٫۹۴۳۴ | ۲۰۹        | ۶ دقیقه و ۳۴ ثانیه      |      |
| ۱۵۰   | ۳۶  | ۱۱ سپتامبر ۲۳۶۰             | ۷:۵۲:۲۵                           | حلقه‌ای | 5.7N 65.6E               | ۰٫۰۲۴۴  | ۰٫۹۴۱۵ | ۲۱۷        | ۶ دقیقه و ۴۱ ثانیه      |      |
| ۱۵۰   | ۳۷  | ۲۲ سپتامبر ۲۳۷۸             | ۱۴:۴۵:۴۸                          | حلقه‌ای | 4.8N 36.6W               | ۰٫۰۹۰۴  | ۰٫۹۳۹۶ | ۲۲۵        | ۶ دقیقه و ۵۴ ثانیه      |      |
| ۱۵۰   | ۳۸  | ۲ اکتبر ۲۳۹۶                | ۲۱:۴۸:۰۷                          | حلقه‌ای | 3.5N 141.2W              | ۰٫۱۴۹۳  | ۰٫۹۳۷۵ | ۲۳۴        | ۷ دقیقه و ۱۲ ثانیه      |      |
| ۱۵۰   | ۳۹  | ۱۴ اکتبر ۲۴۱۴               | ۴:۵۸:۵۰                           | حلقه‌ای | 2.2N 111.8E              | ۰٫۲۰۱۵  | ۰٫۹۳۵۵ | ۲۴۵        | ۷ دقیقه و ۳۴ ثانیه      |      |
| ۱۵۰   | ۴۰  | ۲۴ اکتبر ۲۴۳۲               | ۱۲:۱۹:۵۸                          | حلقه‌ای | 0.8N 2.1E                | ۰٫۲۴۵۵  | ۰٫۹۳۳۵ | ۲۵۵        | ۸ دقیقه و ۱ ثانیه       |      |
| ۱۵۰   | ۴۱  | ۴ نوامبر ۲۴۵۰               | ۱۹:۴۹:۳۱                          | حلقه‌ای | 0.5S 109.9W              | ۰٫۲۸۲۸  | ۰٫۹۳۱۸ | ۲۶۴        | ۸ دقیقه و ۳۰ ثانیه      |      |
| ۱۵۰   | ۴۲  | ۱۵ نوامبر ۲۴۶۸              | ۳:۲۸:۲۳                           | حلقه‌ای | 1.5S 135.7E              | ۰٫۳۱۲۶  | ۰٫۹۳۰۴ | ۲۷۳        | ۸ دقیقه و ۵۹ ثانیه      |      |
| ۱۵۰   | ۴۳  | ۲۶ نوامبر ۲۴۸۶              | ۱۱:۱۵:۰۸                          | حلقه‌ای | 2.1S 19.2E               | ۰٫۳۳۶۳  | ۰٫۹۲۹۴ | ۲۸۰        | ۹ دقیقه و ۲۶ ثانیه      |      |
| ۱۵۰   | ۴۴  | ۷ دسامبر ۲۵۰۴               | ۱۹:۱۰:۰۹                          | حلقه‌ای | 2.3S 99.5W               | ۰٫۳۵۳۵  | ۰٫۹۲۸۹ | ۲۸۴        | ۹ دقیقه و ۴۶ ثانیه      |      |
| ۱۵۰   | ۴۵  | ۱۹ دسامبر ۲۵۲۲              | ۳:۱۰:۴۰                           | حلقه‌ای | 2S 140.4E                | ۰٫۳۶۶۸  | ۰٫۹۲۸۹ | ۲۸۶        | ۹ دقیقه و ۵۸ ثانیه      |      |
| ۱۵۰   | ۴۶  | ۲۹ دسامبر ۲۵۴۰              | ۱۱:۱۵:۵۹                          | حلقه‌ای | 1S 19E                   | ۰٫۳۷۶۵  | ۰٫۹۲۹۵ | ۲۸۵        | ۹ دقیقه و ۵۷ ثانیه      |      |
| ۱۵۰   | ۴۷  | ۹ ژانویه ۲۵۵۹               | ۱۹:۲۴:۲۹                          | حلقه‌ای | 0.6N 103.4W              | ۰٫۳۸۴۱  | ۰٫۹۳۰۸ | ۲۸۰        | ۹ دقیقه و ۴۳ ثانیه      |      |
| ۱۵۰   | ۴۸  | ۲۰ ژانویه ۲۵۷۷              | ۳:۳۵:۰۰                           | حلقه‌ای | 2.8N 133.7E              | ۰٫۳۹۰۱  | ۰٫۹۳۲۶ | ۲۷۳        | ۹ دقیقه و ۱۸ ثانیه      |      |
| ۱۵۰   | ۴۹  | ۳۱ ژانویه ۲۵۹۵              | ۱۱:۴۴:۰۳                          | حلقه‌ای | 5.9N 10.9E               | ۰٫۳۹۸۱  | ۰٫۹۳۵۲ | ۲۶۳        | ۸ دقیقه و ۴۲ ثانیه      |      |
| ۱۵۰   | ۵۰  | ۱۱ فوریه ۲۶۱۳               | ۱۹:۵۱:۴۴                          | حلقه‌ای | 9.6N 111.8W              | ۰٫۴۰۷۶  | ۰٫۹۳۸۲ | ۲۵۰        | ۸ دقیقه و ۰ ثانیه       |      |
| ۱۵۰   | ۵۱  | ۲۳ فوریه ۲۶۳۱               | ۳:۵۵:۱۱                           | حلقه‌ای | 14N 126.3E               | ۰٫۴۲۱۱  | ۰٫۹۴۱۹ | ۲۳۶        | ۷ دقیقه و ۱۳ ثانیه      |      |
| ۱۵۰   | ۵۲  | ۵ مارس ۲۶۴۹                 | ۱۱:۵۵:۲۱                          | حلقه‌ای | 19N 5.2E                 | ۰٫۴۳۷۸  | ۰٫۹۴۶  | ۲۲۰        | ۶ دقیقه و ۲۵ ثانیه      |      |
| ۱۵۰   | ۵۳  | ۱۶ مارس ۲۶۶۷                | ۱۹:۴۷:۴۰                          | حلقه‌ای | 24.6N 114.3W             | ۰٫۴۶۱۳  | ۰٫۹۵۰۶ | ۲۰۳        | ۵ دقیقه و ۳۶ ثانیه      |      |
| ۱۵۰   | ۵۴  | ۲۷ مارس ۲۶۸۵                | ۳:۳۵:۰۹                           | حلقه‌ای | 30.7N 127.5E             | ۰٫۴۸۹۵  | ۰٫۹۵۵۴ | ۱۸۵        | ۴ دقیقه و ۴۸ ثانیه      |      |
| ۱۵۰   | ۵۵  | ۸ آوریل ۲۷۰۳                | ۱۱:۱۳:۵۹                          | حلقه‌ای | 37.2N 11.4E              | ۰٫۵۲۵۶  | ۰٫۹۶۰۵ | ۱۶۷        | ۴ دقیقه و ۱ ثانیه       |      |
| ۱۵۰   | ۵۶  | ۱۸ آوریل ۲۷۲۱               | ۱۸:۴۷:۲۶                          | حلقه‌ای | 44.1N 103.1W             | ۰٫۵۶۶۵  | ۰٫۹۶۵۷ | ۱۵۰        | ۳ دقیقه و ۱۷ ثانیه      |      |
| ۱۵۰   | ۵۷  | ۳۰ آوریل ۲۷۳۹               | ۲:۱۱:۵۶                           | حلقه‌ای | 51.4N 145E               | ۰٫۶۱۵۷  | ۰٫۹۷۰۸ | ۱۳۳        | ۲ دقیقه و ۳۷ ثانیه      |      |
| ۱۵۰   | ۵۸  | ۱۰ مه ۲۷۵۷                  | ۹:۳۲:۱۱                           | حلقه‌ای | 58.9N 35.1E              | ۰٫۶۶۹   | ۰٫۹۷۵۸ | ۱۱۶        | ۲ دقیقه و ۱ ثانیه       |      |
| ۱۵۰   | ۵۹  | ۲۱ مه ۲۷۷۵                  | ۱۶:۴۵:۲۰                          | حلقه‌ای | 66.7N 71.6W              | ۰٫۷۲۹۲  | ۰٫۹۸۰۴ | ۱۰۲        | ۱ دقیقه و ۳۱ ثانیه      |      |
| ۱۵۰   | ۶۰  | ۳۱ مه ۲۷۹۳                  | ۲۳:۵۴:۳۰                          | حلقه‌ای | 74.7N 173.3W             | ۰٫۷۹۳۳  | ۰٫۹۸۴۶ | ۹۰         | ۱ دقیقه و ۶ ثانیه       |      |
| ۱۵۰   | ۶۱  | ۱۲ ژوئن ۲۸۱۱                | ۶:۵۸:۴۶                           | حلقه‌ای | 82.8N 102.4E             | ۰٫۸۶۲۳  | ۰٫۹۸۸  | ۸۴         | ۰ دقیقه و ۴۷ ثانیه      |      |
| ۱۵۰   | ۶۲  | ۲۲ ژوئن ۲۸۲۹                | ۱۴:۰۱:۲۵                          | حلقه‌ای | 83.4N 97.9E              | ۰٫۹۳۳۵  | ۰٫۹۹۰۴ | ۹۷         | ۰ دقیقه و ۳۵ ثانیه      |      |
| ۱۵۰   | ۶۳  | ۳ ژوئیه ۲۸۴۷                | ۲۱:۰۲:۲۸                          | جزئی   | 64.9N 33.4E              | 1.0066  | 0.9775 |            |                         |      |
| ۱۵۰   | ۶۴  | ۱۴ ژوئیه ۲۸۶۵               | ۴:۰۳:۰۳                           | جزئی   | 64N 80.8W                | 1.0808  | 0.8446 |            |                         |      |
| ۱۵۰   | ۶۵  | ۲۵ ژوئیه ۲۸۸۳               | ۱۱:۰۵:۲۲                          | جزئی   | 63.3N 164.7E             | 1.1544  | 0.7116 |            |                         |      |
| ۱۵۰   | ۶۶  | ۵ اوت ۲۹۰۱                  | ۱۸:۱۰:۱۹                          | جزئی   | 62.6N 49.9E              | 1.2266  | 0.5801 |            |                         |      |
| ۱۵۰   | ۶۷  | ۱۷ اوت ۲۹۱۹                 | ۱:۱۸:۵۰                           | جزئی   | 62.1N 65.7W              | 1.2963  | 0.4526 |            |                         |      |
| ۱۵۰   | ۶۸  | ۲۷ اوت ۲۹۳۷                 | ۸:۳۲:۱۰                           | جزئی   | 61.7N 177.6E             | 1.3627  | 0.3306 |            |                         |      |
| ۱۵۰   | ۶۹  | ۷ سپتامبر ۲۹۵۵              | ۱۵:۵۱:۴۰                          | جزئی   | 61.4N 59.5E              | 1.4246  | 0.2164 |            |                         |      |
| ۱۵۰   | ۷۰  | ۱۷ سپتامبر ۲۹۷۳             | ۲۳:۱۸:۴۶                          | جزئی   | 61.3N 60.5W              | 1.4812  | 0.1119 |            |                         |      |
| ۱۵۰   | ۷۱  | ۲۹ سپتامبر ۲۹۹۱             | ۶:۵۲:۱۹                           | جزئی   | 61.4N 178E               | 1.5333  | 0.0156 |            |                         |      |